# Santo Domingo de la Calzada
Santo Domingo de la Calzada es una localidad y un municipio español de la comunidad autónoma de La Rioja, situado a orillas del río Oja, en la comarca homónima a la localidad, situada esta a su vez dentro de La Rioja Alta.
Su nombre procede de su fundador Domingo García, que entre otras construyó allí un puente para hacer seguro el cruce del río, un hospital y un albergue de peregrinos, para facilitar con ello el peregrinaje del Camino de Santiago a su paso por la localidad.
Es famoso el milagro del gallo y la gallina, según el cual se dice que Domingo García demostró la inocencia de un peregrino acusado erróneamente de muerte al hacer volar una gallina que estaba asada en el plato. En recuerdo de estos hechos, en la catedral calceatense hay siempre un gallo y una gallina vivos y se extendió el dicho de «En Santo Domingo de la Calzada, donde cantó la gallina después de asada».
Este milagro se cuenta también, con pocas variantes, del Gallo de Barcelos, Portugal.
En 2019 se cumplió el milenario del nacimiento de su fundador.

## Historia

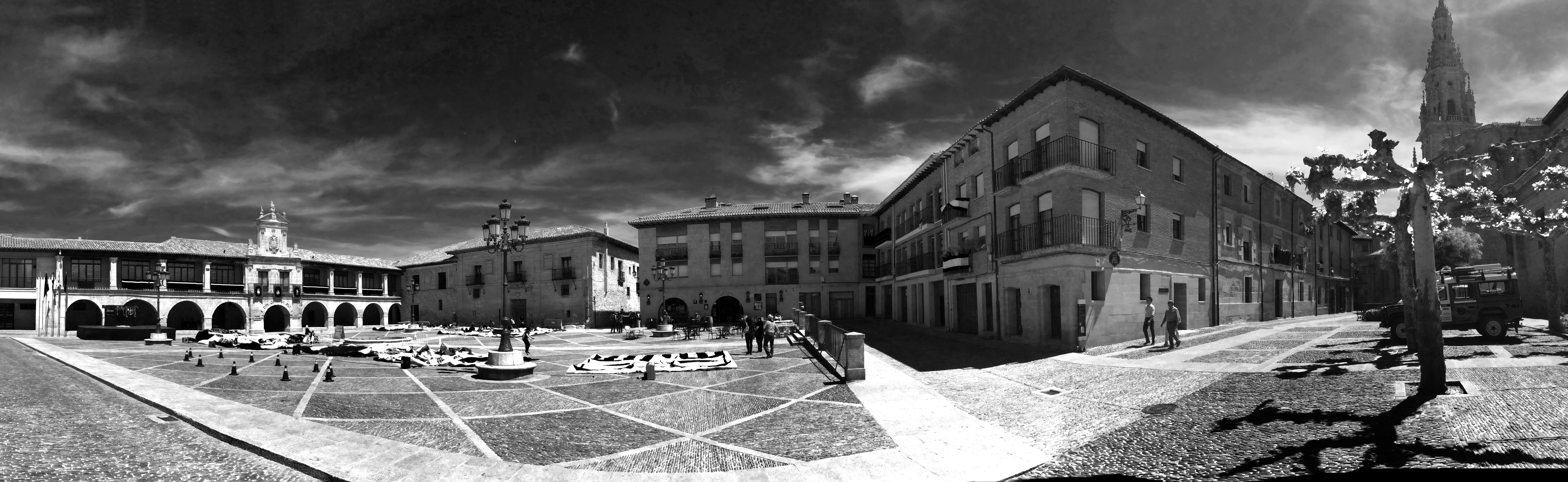
Panorámica de la plaza de España de Santo Domingo de la Calzada

La población de Santo Domingo de la Calzada era ya un pequeño burgo en el siglo XI. Tras la muerte de Domingo un sábado en 1109, en el Archivo de la Catedral de Calahorra, se conservan 3 documentos de 1120. El 1.º, en donde Alfonso VI, concede a Domingo el terreno donde establecer una iglesia y un burgo. El 2.º, en el que los "Cofrades de la Casa de Santo Domingo de Río de Ohia" donan dicha casa al obispado de Nájera. El 3.º, es un testamento de una mujer, donde dona sus propiedades al Monasterio de Santo Domingo, para que se ocupe de atender a los pobres. También aparece citado en los cartularios de 1136. Este pequeño núcleo, recibía el privilegio de población en 1141. Concentraba su población alrededor de la iglesia y el hospital que había puesto en marcha el eremita Domingo García. La villa estará bajo el gobierno del abad hasta 1250, fecha en la que pasará de abadenga a realenga, es decir, bajo el gobierno y la administración del rey. Para entonces, la población ha crecido ya a lo largo de lo que se conoce como barrio Viejo; toda la parte del Camino que, viniendo desde Logroño, llegaba hasta la catedral y que estaba formado por las primeras casas que surgieron en el burgo, y el barrio Nuevo; el resto del camino que va desde la catedral hasta la salida hacia Burgos y que es el resultado de una planificación pensada para facilitar el asentamiento de las nuevas gentes que llegaban a la población.
En la edad media fue la capital de la merindad de Rioja, transformada posteriormente en corregimiento de Rioja por los Reyes Católicos.
Este crecimiento demográfico se producía como consecuencia de los fueros que le fueron concedidos por Alfonso VIII en 1187 y 1207, para potenciar el crecimiento del burgo. A finales del siglo XIII, ya habían aparecido el barrio de San Pedro, a los pies de la catedral, y el arrabal de Margubete en la zona norte.
A lo largo de los siglos XIV y XV, se construye la muralla y aparecen el arrabal de La Puebla en el sur, el barrio del Mercado detrás de la catedral y la calle Pinar, con lo que la ciudad adquiere la distribución que hoy conocemos como el casco antiguo.
El siglo XVI conoce el desarrollo y florecimiento de la ciudad, que llega a tener 3000 habitantes, incluidos los de los arrabales nuevos que surgen entonces; el de San Roque, cerca de la puerta oriental de la calle Pinar, y el de San Francisco, alrededor del convento del mismo nombre.
En el año 1672 se publica el libro titulado Parte del Atlas Mayor o Geographia Blaviana Que contiene las Cartas y Descripciones de Españas donde se dedica un apartado entero a La Rioja, que lleva su nombre como título y en el cual se realiza una breve descripción sobre ella. Posteriormente pasa a explicar cuáles son, según el propio libro indica, las ciudades más importantes de la región. La segunda de las localidades riojanas en describirse tras Calahorra es Santo Domingo de la Calzada, que tal y como señala el texto contaba entonces con 600 vecinos, tenía abundantes cosechas de pan, vino, fruta, así como ganado, aves domésticas y pesca. También poseía una parroquia, un convento de frailes, otro de monjas, un hospital y se menciona su catedral.

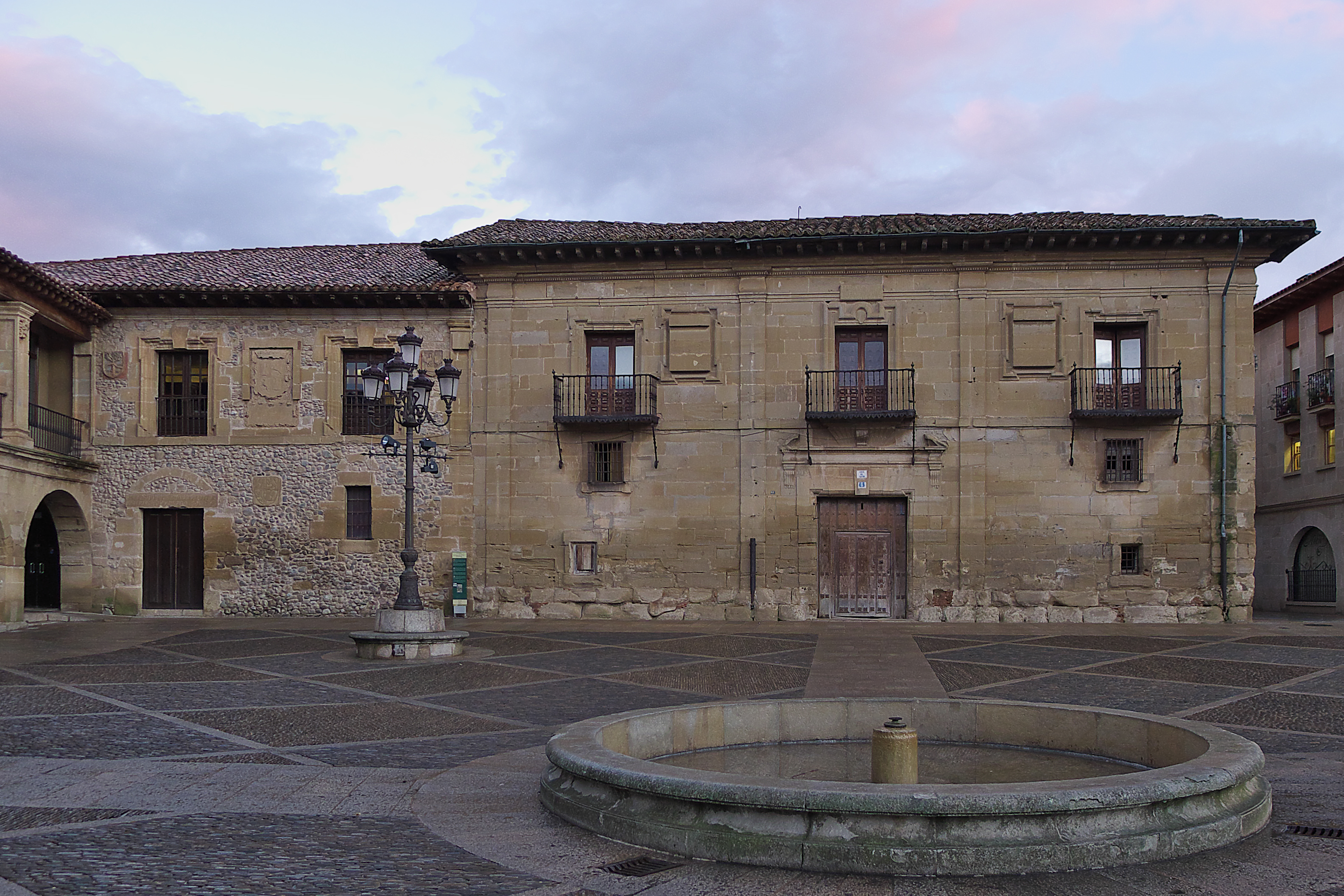
Plaza mayor de Santo Domingo de la Calzada con la Alhóndiga y el corregimiento de Rioja.

Tras un siglo XVII lleno de incertidumbres y crisis como en el resto de España, el XVIII recoge el auge de un nuevo desarrollo urbanístico, fruto de una nueva concepción de la sociedad, con la remodelación de la plaza Mayor con el edificio del Corregimiento y el Ayuntamiento; los nuevos paseos del Espolón y la Carrera y sobre todo, se levanta la torre exenta en el espacio que ocupaba hasta entonces la cárcel, ahora trasladada al edificio del Corregimiento.
En un punto situado entre los años 1790 y 1801, Santo Domingo de la Calzada se integra junto con otros municipios riojanos en la Real Sociedad Económica de La Rioja, la cual era una de las sociedades de amigos del país fundadas en el siglo XVIII conforme a los ideales de la ilustración.
En el siglo XIX Santo Domingo de la Calzada se convierte, con la creación de la provincia de Logroño, en cabecera de comarca y partido judicial. Punto neurálgico de La Rioja Alta, alcanza los 4000 habitantes a finales del siglo y durante toda la centuria pasada sigue manteniendo su influencia en la comarca, convirtiéndose en el centro de servicios de la zona. Conoce un nuevo desarrollo urbanístico que hace crecer la ciudad en los ejes norte-sur, localizando las instalaciones industriales en la zona este, destacando principalmente el polígono San Lázaro.
Según el libro titulado Diccionario geográfico - histórico de La Rioja o toda la provincia de Logroño y algunos pueblos de Burgos publicado en el año 1846 por Ángel Casimiro de Govantes, Santo Domingo de la Calzada producía entonces trigo cebada, legumbres, hortalizas, cáñamos, linos, pastos y ganados. Tenía fábricas de paños, bayetas y sombreros. En el Diccionario- geográfico-estadístico- histórico de Pascual Madoz de 1846 se dice que la ciudad tenía entonces 740 casas y dos escuelas de primeras letras.
Uno de los sucesos más relevantes de la historia del republicanismo riojano ocurrió el día 8 de agosto de 1883 en Santo Domingo de la Calzada. El regimiento de lanceros Numancia, ubicado en la localidad y acantonado en el convento de San Francisco, participó en una sublevación militar republicana promovida por la Asociación Republicana Militar (ARM) que dirigía Manuel Ruiz Zorrilla. El pronunciamiento además fue secundado también por unidades militares en la Seo de Urgel y en Badajoz. Finalmente fracasó en sus aspiraciones siendo el levantamiento de Santo Domingo de la Calzada el único del los tres que acabó trágicamente. El teniente Juan José Cebrián Piqueras que dirigió la acción fue asesinado en el desarrollo de la misma, además de ser fusilados cuatro de los sargentos participantes tras un consejo sumarísimo.
En 1973 su casco antiguo fue declarado Conjunto de Interés Histórico Artístico. En la actualidad, la ciudad de Santo Domingo de la Calzada cuenta con unos 6300 habitantes y es un importante centro de servicios de la comarca, con una gran proyección administrativa, comercial, industrial y turística.

## Demografía
Santo Domingo de la Calzada cuenta con una población de 6348 habitantes (INE 2024).
| Gráfica de evolución demográfica de Santo Domingo de la Calzada entre 1842 y 2021                                   |
| |
| Población de derecho según los censos de población del INE Población de hecho según los censos de población del INE |

## Administración y política
| Periodo   | Nombre                          | Partido                 |
| --------- | ------------------------------- | ----------------------- |
| 1979-1983 | Rodolfo Varona Aransay          | Agrupación de Electores |
| 1983-1987 | Rodolfo Varona Aransay          | PR                      |
| 1987-1991 | José Ramón Mendi Barrón         | CDS                     |
| 1991-1995 | Javier Ruiz Aznárez             | PSOE                    |
| 1995-1999 | Esther Vargas Domingo           | PP                      |
| 1999-2003 | Esther Vargas Domingo           | PP                      |
| 2003-2007 | Agustín García Metola           | PSOE                    |
| 2007-2011 | Agustín García Metola           | PSOE                    |
| 2011-2015 | Javier Azpeitia Sáez            | PP                      |
| 2015-2019 | Agustín García Metola           | PSOE                    |
| 2019-2023 | Javier Ruiz / David Mena Ibáñez | PSOE / PP               |
| 2023-act. | Raúl Riaño García               | PP                      |

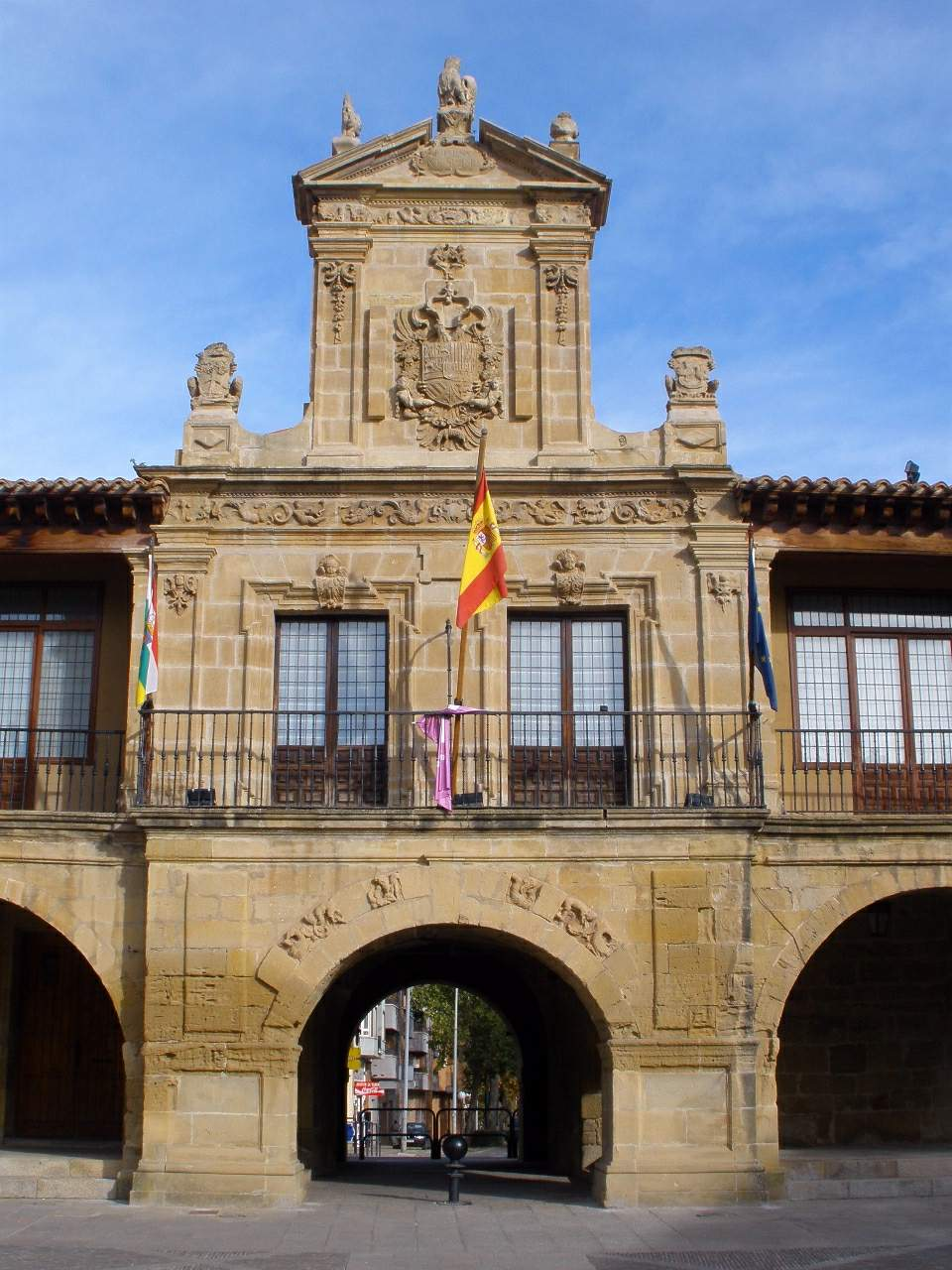
Ayuntamiento de Santo Domingo de la Calzada

El 16 de octubre de 2019, mediante moción de censura, fue nombrado alcalde de la localidad David Mena Ibáñez del Partido Popular con los votos de Muévete Santo Domingo y los de su propio partido.
El 28 de mayo de 2023 el Partido Popular, con Raúl Riaño como candidato alcanza la mayoría de los votos con 927 situándose como primera fuerza política.
Forma definitivamente gobierno el 17 de junio mediante la coalición Partido Popular - Por La Rioja.
Actual distribución del Ayuntamiento tras las elecciones municipales de 2019
| Partidos políticos en el Ayuntamiento de Santo Domingo de la Calzada | Partidos políticos en el Ayuntamiento de Santo Domingo de la Calzada | Partidos políticos en el Ayuntamiento de Santo Domingo de la Calzada | Partidos políticos en el Ayuntamiento de Santo Domingo de la Calzada | Partidos políticos en el Ayuntamiento de Santo Domingo de la Calzada | Partidos políticos en el Ayuntamiento de Santo Domingo de la Calzada |
| Partido político                                                     | Partido político                                                     | Concejales                                                           | Porcentaje                                                           | Votos                                                                | +/-                                                                  |
| -------------------------------------------------------------------- | -------------------------------------------------------------------- | -------------------------------------------------------------------- | -------------------------------------------------------------------- | -------------------------------------------------------------------- | -------------------------------------------------------------------- |
| 'Partido Socialista Obrero Español (PSOE)'                           |                                                                      | 5                                                                    | 31,06 %                                                              | 992                                                                  | -1                                                                   |
| 'Partido Popular (PP)'                                               |                                                                      | 4                                                                    | 28,8 %                                                               | 920                                                                  | -2                                                                   |
| Muévete Santo Domingo                                                |                                                                      | 3                                                                    | 21,63 %                                                              | 691                                                                  | +3                                                                   |
| 'Izquierda Unida (IU)'                                               |                                                                      | 1                                                                    | 7,76 %                                                               | 248                                                                  | =                                                                    |

## Economía

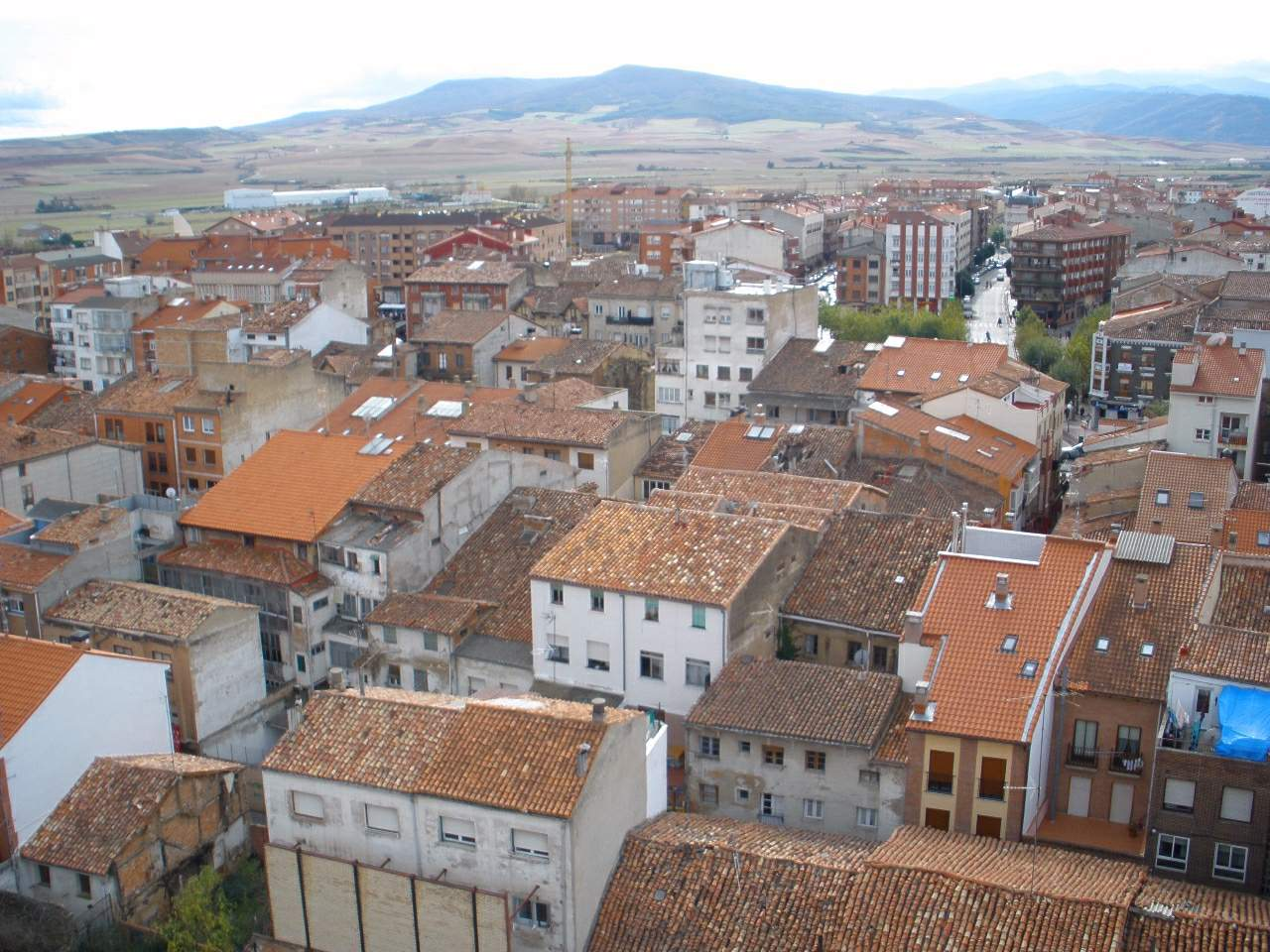
Vista general de Santo Domingo

- Agricultura.
- Pequeña industria.

### Evolución de la deuda viva
El concepto de deuda viva contempla sólo las deudas con cajas y bancos relativas a créditos financieros, valores de renta fija y préstamos o créditos transferidos a terceros, excluyéndose, por tanto, la deuda comercial.
| Gráfica de evolución de la deuda viva del ayuntamiento entre 2008 y 2017                             |
| |
| Deuda viva del ayuntamiento en miles de Euros según datos del Ministerio de Hacienda y Ad. Públicas. |

La deuda viva municipal por habitante en 2014 ascendía a 180,67 €.

## Monumentos y lugares de interés

### Edificios y monumentos

#### Catedral

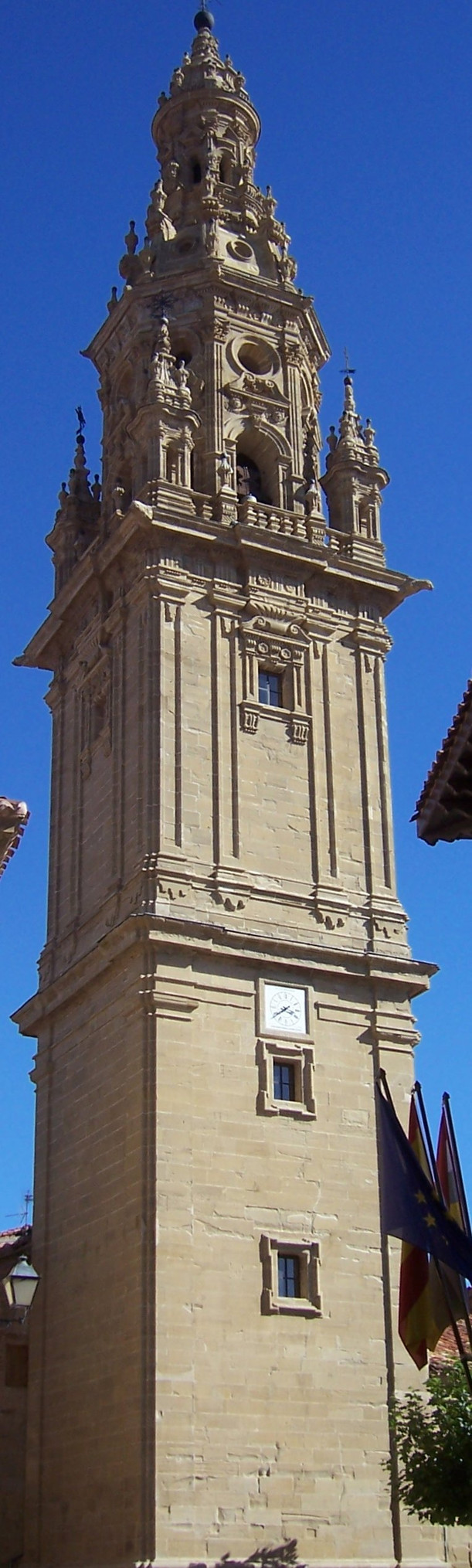
Torre exenta de la Catedral de Santo Domingo de la Calzada

La catedral fue comenzada, según los Anales Compostelanos, en el año 1158, con el fin de cobijar los restos de uno de los santos más conocidos y venerados en el Camino de Santiago, santo Domingo de la Calzada, fallecido en el año 1109.
Conocemos el nombre del maestro que diseñó y comenzó a erigir el templo, maese Garçión, el cual posiblemente fue de origen francés. Este maestro proyectó un gran templo tardorrománico acorde con la importancia del lugar, y del que aún se conservan importantes vestigios, en concreto la cabecera y el diseño del resto del templo. Desde el punto de vista arquitectónico destaca su estructura, con una Cabecera con deambulatorio que circunda el presbiterio, y tres capillas absidiales de las que original solo se conserva la central. En cuanto a la escultura de esta parte de la catedral, hay que destacar por su importancia toda la serie de capiteles historiados del deambulatorio y sobre todo las cuatro pilastras decoradas que dan al presbiterio. En ellas se ha visto representado un árbol de Jessé destacando por su calidad las imágenes de la Santísima Trinidad y de un Rey David músico.
El coro de la catedral es una gran pieza plateresca realizada en la década de 1520 por Andrés de Nájera y Guillén de Holanda entre otros. La calidad de sus tallas se aprecia en las labores de delicados calados o en la taracea de sus sitiales. Los relieves de las sillas representan figuras de santos y santas. Presidiendo, en la silla abacial, se encuentra santo Domingo. También es digno de reseñar el interesante programa simbólico de todo el conjunto, reafirmado por una serie de sentencias inscritas en muchos de los respaldos.
El sepulcro de Santo Domingo de la Calzada es una obra en la que confluyen varios estilos por ser posiblemente fruto de la unión de piezas de tres sepulcros diferentes. Románica es la lauda sepulcral en la que se representa al Santo yacente, gótica es la mesa en la que se narran sus milagros, y tardogótico es el templete. Este fue diseñado por Vigarny y realizado por Juan de Rasines en 1513.
El Gallinero, donde se cobijan el gallo y la gallina como recuerdo del famoso milagro, es de estilo gótico del siglo XV.
Otras obras importantes de la catedral son las capillas funerarias de Santa Teresa y de la Magdalena. La primera contiene varios sepulcros góticos, el del centro de Pedro Suárez de Figueroa, y un bello Retablo de pintura sobre tabla de finales del siglo XV. La segunda es bastante menor en tamaño pero igualmente interesante pues es de un estilo cercano al del gran escultor Felipe Vigarny. Es de estilo gótico tardío y en ella está enterrado Pedro de Carranza, Maestrescuela de la catedral de Burgos. Destaca el sepulcro, la reja y el pequeño retablo del pintor de la época León Picardo.
El claustro es una obra gótico-mudéjar en el que destaca la sala capitular por su bella sillería del siglo XVII y por su alfarje mudéjar como techo. En él se exponen valiosas obras de arte como trípticos flamencos, orfebrería y otras importantes piezas escultóricas.

#### La torre exenta
La Torre de la catedral se encuentra exenta al edificio y fue levantada entre 1767 y 1769. Es una magna obra barroca de sesenta y nueve metros, siendo la torre más alta de La Rioja visible desde muchos kilómetros a la redonda. Esta torre es la cuarta que se construye en el municipio de Santo Domingo de la Calzada. En un principio se elevaron dos torres pegadas a la catedral pero la primera fue destruida por un rayo y la segunda se derrumbó porque un arroyo erosionó sus pilares. Por estos motivos se estudiaron los terrenos y se decidió hacer una torre apartada de la catedral, más consistente y en un terreno más sólido. Su arquitecto es Martín de Beratúa.

#### Plazas
- Plaza de España: Es la plaza mayor de la ciudad, se encuentra ubicada detrás de la catedral. Al contrario que otras plazas mayores, no ocupa un lugar central en el urbanismo de Santo Domingo. Por el contrario se sitúa al norte, lindando con el extrarradio, en concreto con el paseo de la Carrera o carretera de Haro. Una de sus razones puede estar en que la que podríamos considerar como originaria plaza mayor de la ciudad no es esta, sino la que actualmente denominamos plaza del Santo. La plaza se crea con la construcción de las murallas del siglo XIV. Fue durante siglos el emplazamiento del mercado y de la plaza de toros. El empedrado es de finales del siglo XX. En ella, se encuentra el Ayuntamiento; el edificio del Corregimiento de Rioja en el lado Este, construido en 1763, en cuya parte inferior se encontraba la Cárcel Real, la cual había sido trasladada desde la plaza del Santo; y el edificio de la Alhóndiga, antiguo lugar de venta y almacenamiento de grano, en él actualmente se encuentran las oficinas municipales.
- Plaza del Santo: Se encuentra frente a la catedral, en el centro del casco antiguo. Fue en la del Santo donde en un principio se concentraron las instituciones más importantes: hospital de peregrinos, catedral y las antiguas las dependencias del concejo con su cárcel. El antiguo Hospital de Peregrinos, se sabe que fue levantado por el eremita Domingo en la segunda mitad del siglo XI, para su realización requirió gran cantidad de madera que decidió pedírsela a los vecinos de Ayuela. Estos se negaron, autorizándole a que cortara todo lo que pudiera con la hoz que llevaba colgada en su cinturón, y se hizo el Milagro: a cada golpe de hoz caía un árbol. Permaneció en activo hasta que en 1840 se trasladase al Convento de San Francisco, a partir de ese año fue morada de diversas familias, la propia cofradía del santo ocupó durante años dos salas para sus actividades cívico-religiosas. En 1965 se rehabilitó para Parador de Turismo, el cual sigue funcionando en la actualidad.
- Plaza de la Alameda: La plaza porticada era el lugar del mercado donde los hortelanos vendían sus productos y bajo cuyos soportales se resguardaban del sol y de la lluvia. La fuente fue mandada construir por el Corregidor Fernández de Ocampo, para abastecimiento de la población en el año 1799. Procede del barrio conocido como la Puebla y se abastecía del agua procedente del manantial llamado “Los Mártires”. Las encinas que pueblan la plaza recuerdan el antiguo bosque que se extendía por todo el término municipal. Una hoz cortando una encina, constituye uno de los símbolos del escudo de la ciudad.

#### Conventos y abadías

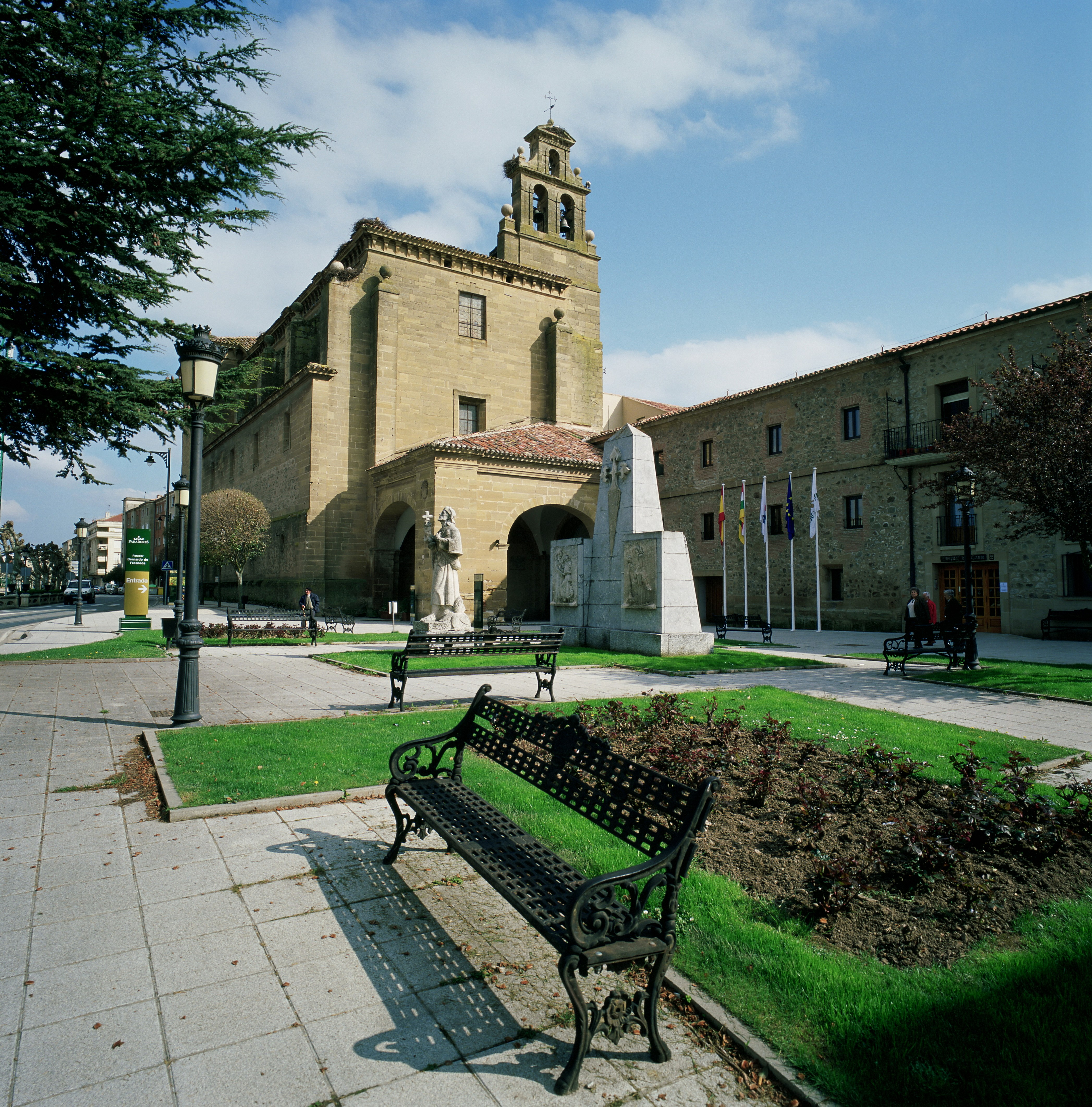
Parador de Bernardo de Fresneda

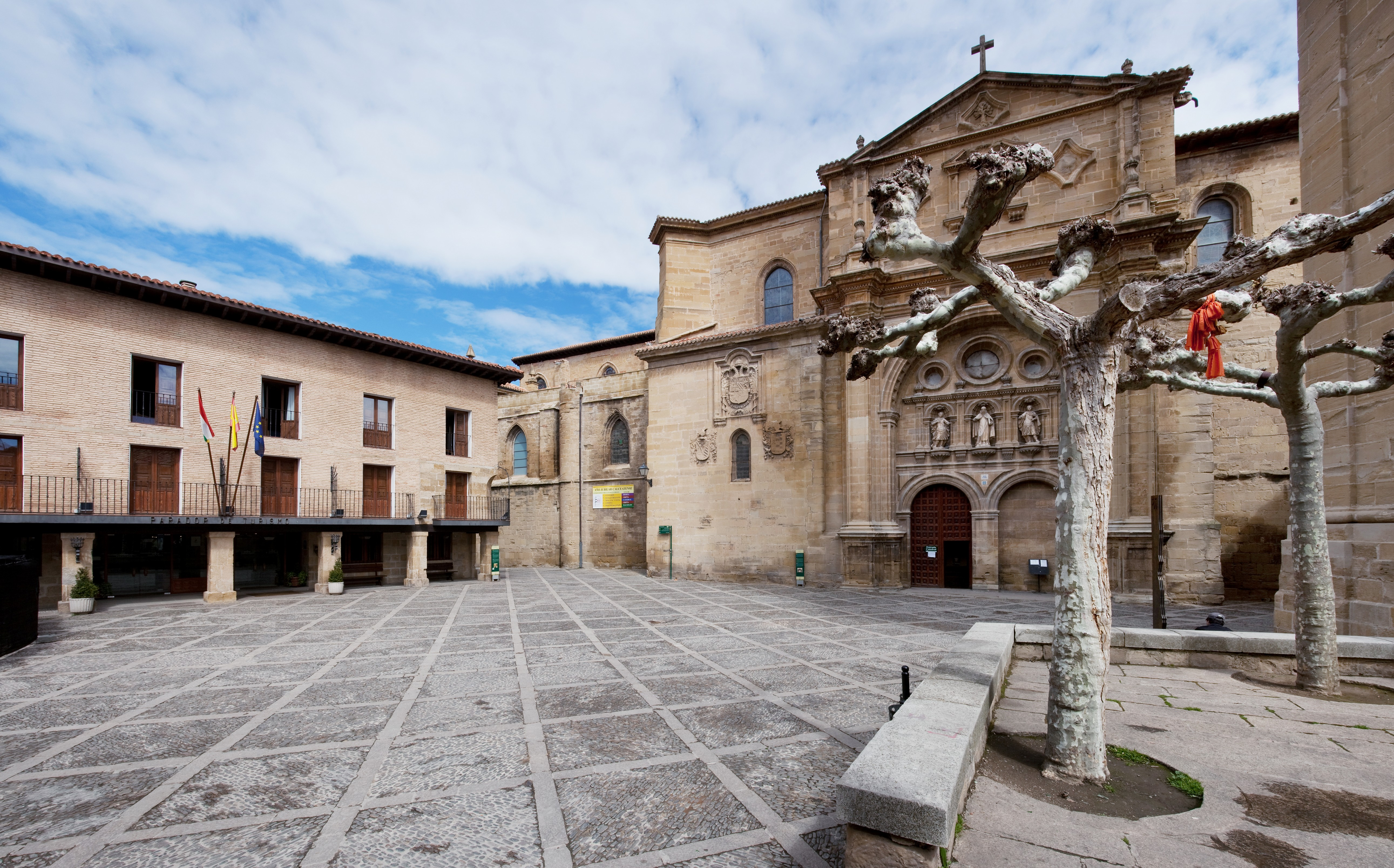
Hospital de Peregrinos

- Convento de San Francisco: De estilo herreriano fue mandado construir por el Arzobispo de Zaragoza, Fray Bernardo de Fresneda, confesor de Carlos V y de Felipe II. En la iglesia de San Francisco un espacio domina la composición, el crucero. A él se dirigen todas las miradas y es en ese punto donde se instaló el sepulcro del fundador, obra que merece se le preste atención habida cuenta su gran calidad artística. En 1840, tras la desamortización de Mendizábal, la asistencia a pobres y enfermos se traslada el llamado Hospital del Santo ubicado en dependencias de este convento a cargo de las religiosas Hijas de la Caridad. Actualmente parte de él está destinado a Taller diocesano de restauración de obras de arte, otra parte a Parador de Turismo y una última a hospital. Junto al Convento, nos encontramos el monumento al Peregrino, obra del escultor riojano Vicente Ochoa.
- La Abadía Cisterciense: Las monjas cistercienses del Real Monasterio de Abia de las Torres (Palencia) fueron trasladadas a esta ciudad en el año 1610, por decisión del Obispo de Calahorra y La Calzada, Pedro Manso de Zúñiga, quien fundó este monasterio de Nuestra Señora de la Anunciación. La iglesia es un edificio clasicista, obra de Matías de Astiazo. En ella están enterrados, en un sepulcro de alabastro, tres obispos, el fundador y sus dos sobrinos. El retablo mayor es barroco de mediados del siglo XVIII. El claustro de estilo cisterciense es del siglo XVII. En la antigua casa del capellán se encuentra el albergue de peregrinos.

#### Ermitas

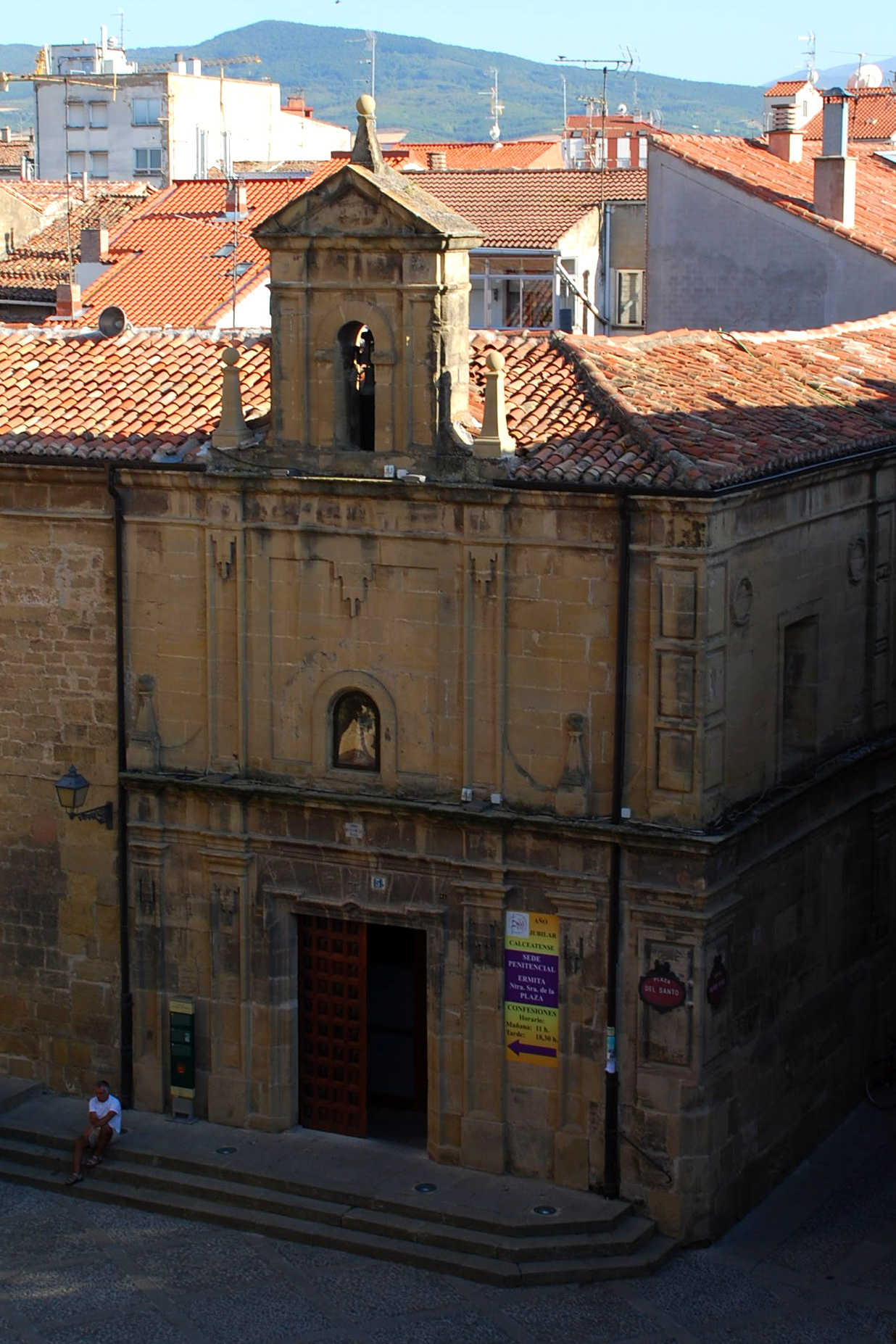
Ermita de Nuestra Señora de La Plaza

- Ermita de Nuestra Señora de La Plaza. Patrona de la ciudad, cuya fiesta se celebra el 5 de agosto, se levanta en el lado sur de la plaza del Santo. Su imagen con la del fundador salen en procesión el 18 de septiembre, fiesta de Gracias. La tradición cuenta que fue construida sobre el antiguo y humilde oratorio que hiciera Santo Domingo. En 1487 los canteros Sancho y Pero Gil levantan dos muros y cambian la posición de la portada. En 1527 el maestre Hernando realizó las puertas y el cantero Yñigo las cubiertas. Al sur se levantaban unas casas propiedad que serían la primera morada de las Monjas Cistercienses hasta terminar su monasterio.
- Ermita del Puente: Se trata de un pequeño edificio de planta rectangular que, edificado en sillería y ladrillo, se cubre a dos aguas y se remata con una pequeña espadaña. Esta ermita se construyó en el año 1917 justo enfrente existía otra ermita, cerca del río, que fue arrastrada por las aguas en la crecida el año 1906.
- Ermita de la Virgen de las Abejas: Se encuentra situada a 2 kilómetros en dirección oeste. El actual edificio fue reconstruido en 1764 después de sufrir un incendio el 3 de agosto de 1763, que destruyó la cubierta, las imágenes y las puertas. El Martes de Pentecostés, la cofradía de San Isidro y el Patronato del “Hospital del Santo” acuden allí de Romería. Al domingo siguiente la Cofradía del Santo acompañada de cientos de Calceatenses participarán en la misa y la procesión, y degustarán la comida típica de ese día: cocido de lentejas con oreja de lechón.
- Ermita de la Mesa del Santo. Está situada a 1 kilómetro en dirección Haro. Su construcción fue financiada por Felipe Amigo y Fitón. La denominación de “Mesa del Santo” Procede del término jurídico- eclesiástico, mesa, o conjunto de bienes. En este caso, adscritos a Santo Domingo de la Calzada. Cada 13 de octubre se celebra allí una romería que comienza con una misa y procesión y continúa con una comida de todo el Patronato de la ermita y acaba con una verbena en la que es costumbre sortear una imagen de Santo.

#### Edificios civiles

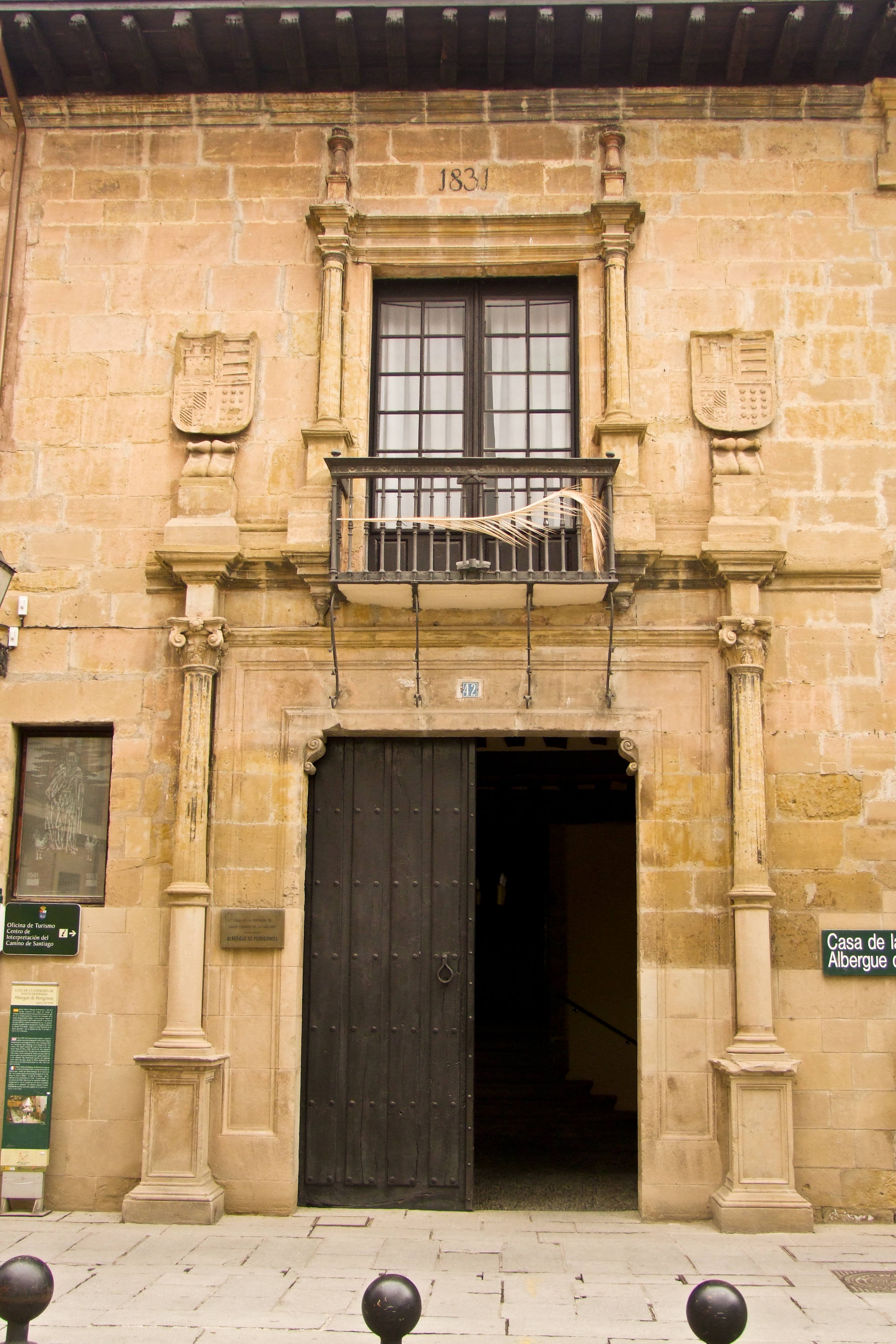
Casa de la Cofradía del Santo

- Casa de Trastámara: En esta casa vivió y murió Enrique II de Castilla de la dinastía de los Trastámara. Constituye el edificio civil más antiguo de la ciudad y uno de los pocos exponentes de arquitectura gótica en La Rioja. Tras la intervención para habilitarlo en casa municipal de cultura, hoy se ubica la biblioteca y la oficina de información y turismo. Declarado Monumento histórico-artístico en 1983.
- Casa de las Antiguas Carnicerías: Las inscripciones a ambos lados de la puerta resumen la historia del edificio: una informa de cómo reinando Felipe II se canalizó el río Molinar trayendo el agua a la ciudad para pública utilidad y limpieza, a donde se arrojaban las inmundicias, siendo corregidor Diego de Daza; y la otra de cómo reinando Fernando VI se realizó esta fábrica en 1759 para carnicería, siendo corregidor Tomás Lumbreras. Actualmente es la sede del Centro de Coordinación de Servicios Social de La Rioja Alta.
- Ayuntamiento: Construido sobre la muralla del siglo XIV, cierra la plaza por su lado norte, siendo su eje central la única puerta de acceso a la ciudad que ha llegado a nuestros días. Es un edificio de estilo barroco, de planta rectangular con dos alturas. Resalta especialmente el cuerpo central con un arco de medio punto ricamente decorado que da paso a la puerta de la muralla mencionada. El piso principal tiene, bajo un friso muy ornamentado, dos huecos recercados unidos por un balcón corrido. Todo ello se remata con una espadaña en un cuerpo superior que presenta el escudo borbónico sobre el que aparece un frontón rematado por una escultura de la diosa Fama. Escoltando el conjunto, pueden verse dos pequeños remates que sustentan los escudos de la ciudad.
- Casa de la Cofradía del Santo: En la fachada figuran los escudos del Corregidor de la ciudad, Diego de Ocio y Vallejo, y el de su esposa, quienes la mandaron edificar hacia 1556. Desde 1968 es albergue de peregrinos y sede de la cofradía asistencial más antigua del Camino de Santiago. Fundada por Santo Domingo de la Calzada en el siglo XI Cuenta con museo y uno de los mejores albergues en la Ruta Jacobea. Dentro se crían los gallos y gallinas blancos que se colocan vivos en el gallinero de la catedral en memoria del milagro del peregrino ahorcado.
- Casa del Corregidor: Donde acaeció el célebre milagro del gallo y la gallina. Desde entonces se incorporan estos animales al escudo de la ciudad, en donde ya había una encina y una hoz. En memoria de este hecho el Corregidor y sucesores llevarían siempre una soga al cuello, sustituida luego por un pañuelo rojo, y en la catedral estarían vivos un gallo y una gallina.
- Casa del Marqués de la Ensenada: Casa de mediados del s. XVIII, buen ejemplo de la arquitectura civil barroca. Destacamos en la parte alta de las pilastras intermedias los dos escudos en alabastro timbrados por corona marquesal, atributos militares y marinos, cruces de Malta y Calatrava. El que está situado a la derecha, es el del marqués de la Ensenada. Célebre político riojano nacido en Hervías el año 1702.
- Casa de Lorenzo de Tejada: Conocida como de los señores de Cirujeda pues durante casi dos siglos se ubicó la farmacia que regentaba la saga de los Cirujeda, de cuyas últimas poseedoras se decía que “habían enseñado a un caballo a no comer, y cuando aprendió se murió...”. Destaca un doble alero de canes labrados y florones, el más bello de toda La Rioja y la escalera real articulada por columnas toscanas, cuyo hueco se cubre con cúpula sobre pechinas, decorada con yeserías e ingenuas pinturas de arte popular.
- Casa del Alcalde Martínez de Pisón: Mandada edificar por el alcalde Juan Martínez de Pisón hacia 1633. En la fachada luce su escudo de armas. Tras el zaguán de entrada se accede al primer piso por una espaciosa escalera que tuvo su cúpula, destruida tras un incendio. La parte noble la constituye un hermoso salón que ocupa toda la fachada, con tres balcones que dan a la calle.
- Casa de los Ocio: es un edificio barroco construido hacia 1652 por Juan José Esteban de Ocio y Mendoza, Caballero de Santiago, Alférez Mayor perpetuo de Santo Domingo de la Calzada y Capitán de Corazas del Regimiento de las Órdenes. En la primera planta se encuentra el escudo de los Ocio sobre una cruz de Santiago. Cabe destacar los balcones y el alero con dobles canes superpuestos. En la parte trasera se encuentra un magnífico pozo con su brocal de piedra de sillería. Actualmente, es la sede del Instituto de Educación Secundaria “Camino de Santiago”.
- Palacio del Secretario de Carlos V, junto a la Puerta de Margubete: En 1544, el secretario Juan de Sámano concertó con el cantero Juan de Goyaz la fábrica de esta casa, cuya fachada guarda gran semejanza con la del palacio del Marqués de Ciriñuela. Siguió en sus descendientes los señores y marqueses de Villabenázar, y actualmente alberga el colegio de los Sagrados Corazones, de las M.M. Franciscanas del Espíritu Santo.

#### Paseos

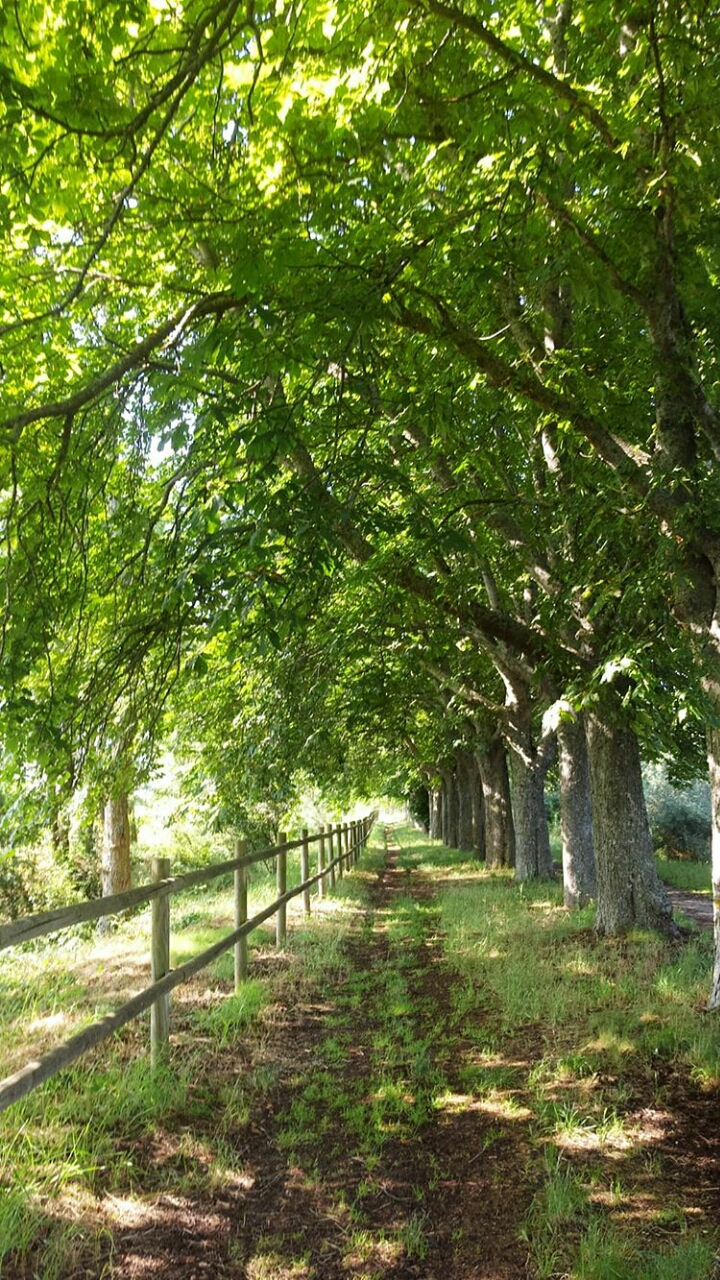
Paseo de los Molinos

- Paseo de la Carrera: Al norte de la ciudad, nació a finales del siglo XVIII el espléndido paseo de la Carrera, muy transitado durante el verano. Flanquean la carretera comarcal que baja a Haro dos paseos que discurren cada uno de ellos entre dos filas de hermosos y sombríos árboles, fundamentalmente castaños. Este paseo conduce a la ermita del Santo.
- Paseo de los Molinos: Situado al sur de la ciudad, el más frecuentado por los calceatenses. Al llegar a Puntipiedra discurre entre el riachuelo Molinar y frondosos árboles, conocidos como plataneros falsos, hasta llegar alcanzar el Traganiños, único vestigio que nos ha llegado de los numerosos molinos que antaño dieron nombre a este recorrido. Cruzando el río Oja se llega hasta el lugar conocido popularmente como Pata Gallina, por la curiosa forma que describe varios manantiales en su único, y posteriormente hasta el Canal Viejo, hermoso paraje acondicionado como merendero.
- Paseo del Espolón: Situado en el centro de la ciudad, en la Avenida Juan Carlos I. En este recorrido destaca el embaldosado, donde se recorren los lugares por los que atraviesa el Camino de Santiago, y el quiosco de música, donde los domingos veraniegos la banda municipal, creada en 1860, amenizaba a los que hasta allí se acercaban.

#### Puentes

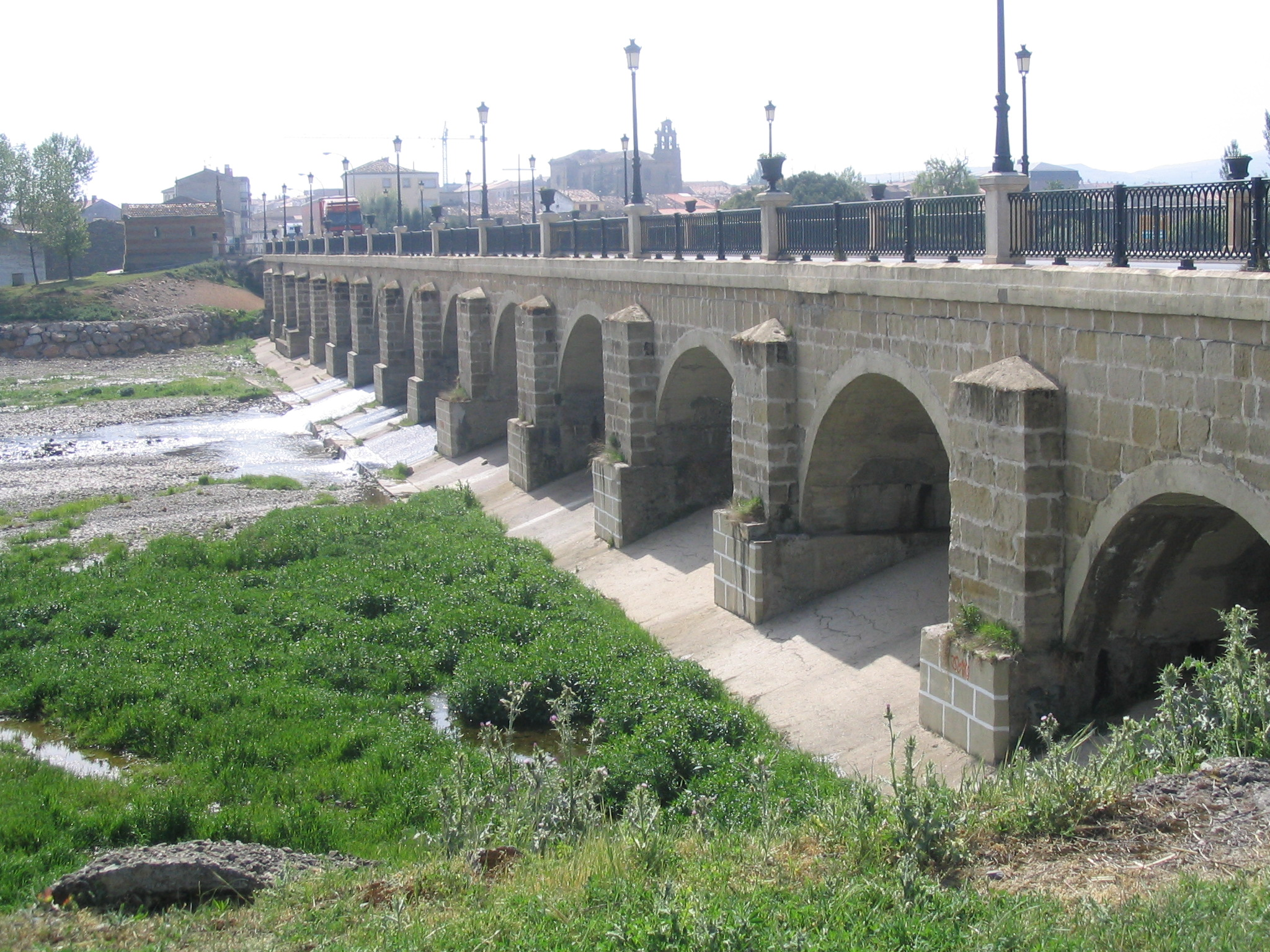
Puente sobre el río Oja en Santo Domingo de la Calzada

- Puente de Santo Domingo. A mediados del siglo XI, Santo Domingo construyó un puente para el paso de los peregrinos. El Puente ha sido escenario de varios "milagros" ocurridos en Santo Domingo, como el que se recuerda cada 11 de mayo con la procesión de la rueda: “Un peregrino que dormía a la entrada del puente es atropellado por un carro cargado de piedras que era arrastrado por un par de novillos que se habían descarriado. El santo intervino para devolverle la vida”. Actualmente y tras muchas reparaciones tiene una longitud de 148 m y dieciséis arcos.

#### Fortificaciones
- La Muralla: Es el mayor recinto amurallado que se conserva en La Rioja. Mandada edificar por Pedro I de Castilla hacia 1367 y terminada en 1369, con motivo de las luchas fratricidas con su hermanastro Enrique II de Trastámara. Esta monumental construcción en piedra de sillería, tenía una longitud de 1670 m, con un espesor de dos metros y medio, 38 torreones de 12 m de altura y 7 puertas de arcadas góticas apuntadas que, fortalecidas con barbacana y animadas con el escudo real y de la ciudad facilitaban la comunicación con el exterior.

### Jardín Botánico de la Rioja
El Jardín Botánico de La Rioja está ubicado a 12 km entre Santo Domingo de la Calzada y Nájera, en el km 32 de la Carretera Nacional N-120 (A12) entre Burgos y Logroño.
Dispone de diversas colecciones que se van enriqueciendo cada año. Unas tienen carácter divulgativo y otras científico, por lo que no todas se encuentran expuestas.

## Servicios
- Guardia Civil.
- Jefatura de Policía Local.
- Asamblea Local de Cruz Roja Española.

## Cultura

### Fiestas
- Fiestas del Santo: se celebran del 1 al 15 de mayo y están consideradas Fiesta de Interés Turístico Nacional desde el 29 de noviembre de 1988.[13] El 25 de abril: La gaita (como dice el famoso dicho popular: "El 25 de abril, sale la gaita y el tamboril"); 1 de mayo: Los molletes; 10 de mayo: Los ramos, las prioras; 11 de mayo: La rueda, las doncellas; 12 de mayo: El Santo; 13 de mayo: El Santito; 15 de mayo: San Isidro.
- Gracias y Hermosilla: 18 de septiembre: Gracias; 19 de septiembre: Hermosilla.
- Ferias de la Concepción y Mercado Medieval: se celebran durante al puente de la Constitución y la Inmaculada, del 4 al 8 de diciembre.

### Gastronomía
En Santo Domingo de la Calzada podemos degustar unas excelentes patatas a la riojana. Son muy típicas en cualquier fecha del año, pero de gran interés sobre todo en las fiestas de Gracias y Hermosilla, en las que anualmente se celebran concursos de esta especialidad. Todo aquel que guste puede participar en ellos, o simplemente prepararse unas patatas y degustarlas a título personal.

#### Ahorcaditos

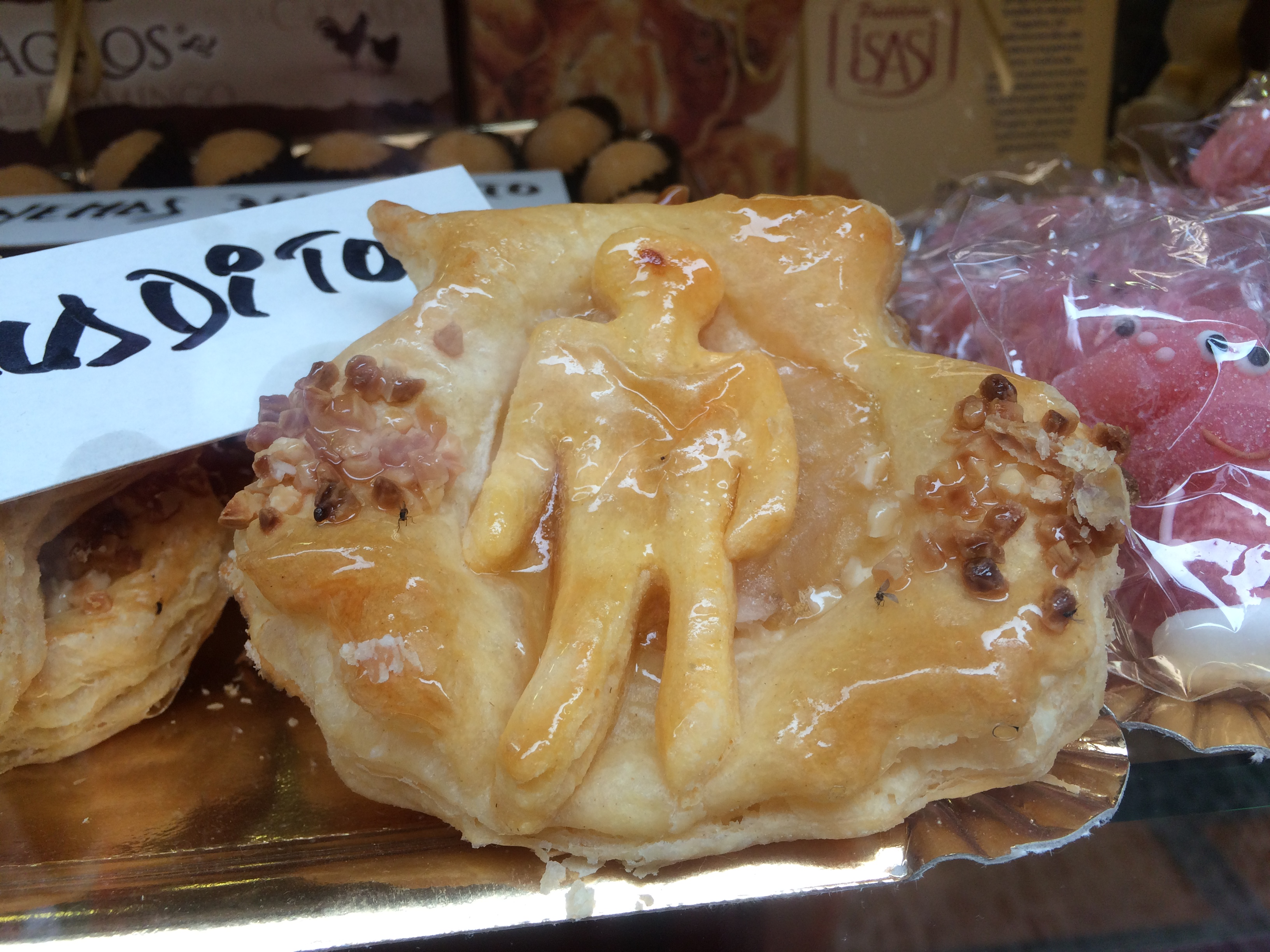
Pastel de hojaldre «Ahorcadito»

Los ahorcaditos son unos dulces de hojaldre con forma de viera, rellenos de una crema de almendra'. Son el único dulce típico, afamado y con renombre de Santo Domingo de la Calzada. Cuentan con una larga tradición. Estos dulces, creados, registrados y patentados por el pastelero artesano calceatense José Alberto Hernando, que pronto se difundieron, llegaron a comercializarse en toda la Comunidad de La Rioja y en el Camino de Santiago. Dulce representativo en cualquier acto institucional del municipio y comunidad autónoma de La Rioja, forma parte de la cultura de la golmajería Riojana.

### Deporte
El C.D.F.C. La Calzada, fundado en 2006, compite actualmente en Tercera División de España.
Cada 31 de diciembre se disputa la carrera popular Carrera de San Silvestre. Cuenta con categorías baby, infantil y mayores.
El baloncesto está representado por el Club Baloncesto Hermosilla, inicialmente sección del Club de Atletismo del mismo nombre que, desde 1988, cuenta con varios equipos masculinos y femeninos en varias categorías. Para más información, ver www.cbhermosilla.es.